# Альфіо Басіле
Альфіо Басіле (ісп. Alfio Basile, нар. 1 листопада 1943, Баїя-Бланка) — аргентинський футболіст, що грав на позиції захисника за клуби «Расинг» (Авельянеда) та «Уракан». У складі цих команд став дворазовим чемпіоном Аргентини, а також володарем Кубка Лібертадорес та Міжконтинентального кубка. Крім того виступав і за національну збірну Аргентини, в якій провів 8 матчів і забив 1 гол.
По завершенні ігрової кар'єри — футбольний тренер. Тренував низку аргентинських клубів та її національну збірну. Також працював в уругвайському «Насьйоналі», іспанському «Атлетіко» та мексиканській «Америці». Як тренер — дворазовий чемпіон Аргентини, дворазовий переможець Рекопи Південної Америки. Як тренер збірної — дворазовий володар Кубка Америки, володар Кубка Конфедерацій.

## Клубна кар'єра
Народився 1 листопада 1943 року в місті Баїя-Бланка. Вихованець футбольної школи клубу «Белла Віста» з рідного міста.

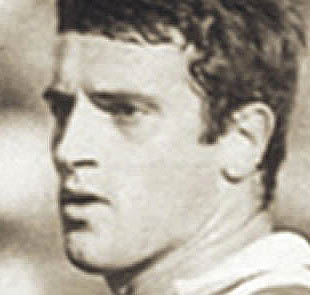
Альфіо Басіле під час виступів за «Расинг» (Авельянеда).

У дорослому футболі дебютував 1964 року виступами за команду клубу «Расинг» (Авельянеда), в якій провів шість сезонів, взявши участь у 163 матчах чемпіонату. Більшість часу, проведеного у складі «Расинга», був основним гравцем захисту команди. У 1967 році він виграв свій перший головний приз, Кубок Лібертадорес. Так само він став володарем Міжконтинентального кубка.
1971 року перейшов до клубу «Уракан», за який відіграв 4 сезони. Граючи у складі «Уракана» також здебільшого виходив на поле в основному складі команди і 1973 року виграв чемпіонат Аргентини (Метрополітано). Завершив професійну кар'єру футболіста виступами за команду «Уракан» у 1975 році.

## Виступи за збірну
1968 року дебютував в офіційних матчах у складі національної збірної Аргентини. Протягом кар'єри у національній команді, яка тривала 6 років, провів у формі головної команди країни лише 8 матчів, забивши 1 гол.

## Кар'єра тренера
Розпочав тренерську кар'єру відразу ж по завершенні кар'єри гравця, 1975 року, очоливши тренерський штаб клубу «Чакаріта Хуніорс».
У 1976 році він вже був наставником команди «Росаріо Сентраль». В період з 1977 року по 1984 рік Басіле постійно змінював команди. Він був тренером таких клубів як «Расинг» (Авельянеда), «Расинг» (Кордова), «Інституто», «Уракан» та «Тальєрес».
З 1984 року по 1986 рік Альфіо Басіле займав пост головного тренера команди «Велес Сарсфілд». У 1986 році його підопічними стали футболісти клубу «Расинг» (Авельянеда). А в 1990 році він тренував уругвайський клуб «Насьйональ».

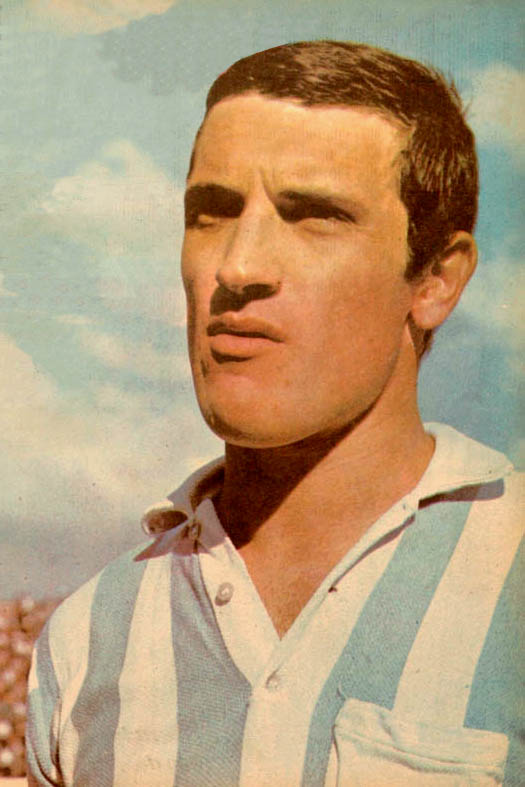
Альфіо Басіле у формі збірної Аргентини на обкладинці журналу El Grafico. 1966 рік.

1991 року Басіле очолив збірну Аргентини і того ж року виграв з командою Кубок Америки 1991 року у Чилі. Перемога дозволила аргентинцям кваліфікуватись на перший розіграш Кубка конфедерацій 1992 року у Саудівській Аравії, де також команда здобула золото. На наступному розіграші Кубка Америки 1993 року в Еквадорі збірна Аргентина знову здобула титул континентального чемпіона, який став останнім великим трофеєм для команди.
Однак, восени 1993 року дворазові чемпіони світу зазнали однієї з найбільших поразок у своїй історії: Аргентина була розгромлена Колумбією — 0:5. А на чемпіонаті світу 1994 року у США аргентинці несподівано зазнали поразки від румунів в 1/8 фіналу, після чого Басіле змушений був піти у відставку.
У 1994 році Басіле перебрався в іспанський «Атлетіко». А з 1996 року тренував футболістів аргентинського «Расинг» (Авельянеда).
З 1999 року Альфіо Басіле був тренером мексиканської команди «Америка», після чого у період з 2004 по 2006 рік тренував аргентинські команди «Колон» і «Бока Хуніорс».
В липні 2006 року Басіле вдруге в своїй кар'єрі очолив збірну Аргентини, змінивши на посаді наставника збірної Хосе Пекермана. Під керівництвом Басіле Аргентина провела 28 матчів (14 перемог, вісім нічиїх і шість поразок). Методи роботи Басіле були нестандартними. Наприклад, наставник Аргентини своєрідним способом переглядав потенційних новобранців для своєї команди. Якщо аргентинці грали контрольний матч за межами континенту, в розташування національної команди запрошувалися виключно футболісти, які виступають в Європі. У разі, коли матч проходив в Південній Америці, в збірну країни викликалися лише гравці з місцевого чемпіонату. Таким чином, Басіле переглядав всіх, а в підсумкову заявку включив тільки найкращих. При ньому Аргентина намагалася грати в динамічний, красивий і технічний футбол. Часом виходило, а часом пропадав усілякий малюнок гри. Подібні гойдалки виникали через нестабільність головного плеймейкера небесно-блакитних Хуана Рікельме. Талановитий креативщик, гра якого цілком і повністю залежала від його настрою, був улюбленцем у Басіле і провідником ідей головного тренера на полі.
На Кубку Америки 2007 року у Венесуелі збірна Аргентини під керівництвом Басіле забила 16 м'ячів в 5 зустрічах. Головним бомбардиром збірної на турнірі став саме Рікельме з п'ятьма голами. Інший лідер команди Ліонель Мессі провів у 2007 році один з найкращих турнірів під прапорами збірної. Форвард «Барселони» забив голи у чвертьфіналі та півфіналі. Гра Аргентини була чудовою аж до фінальної зустрічі, де відбулося чергове південноамериканське класіко. Бразилія без ряду своїх лідерів ледь дійшла до фіналу. Вирішальний матч став окрасою турніру і її головною сенсацією — пентакампеони розгромили збірну Аргентини 3:0. Проти «селесао» була безсила вся атака аргентинців, включаючи і Мессі. Після цього Альфіо жорстко критикували за потрапляння збірної в залежність від дій Рікельме, який не проявив себе у фінальній зустрічі.

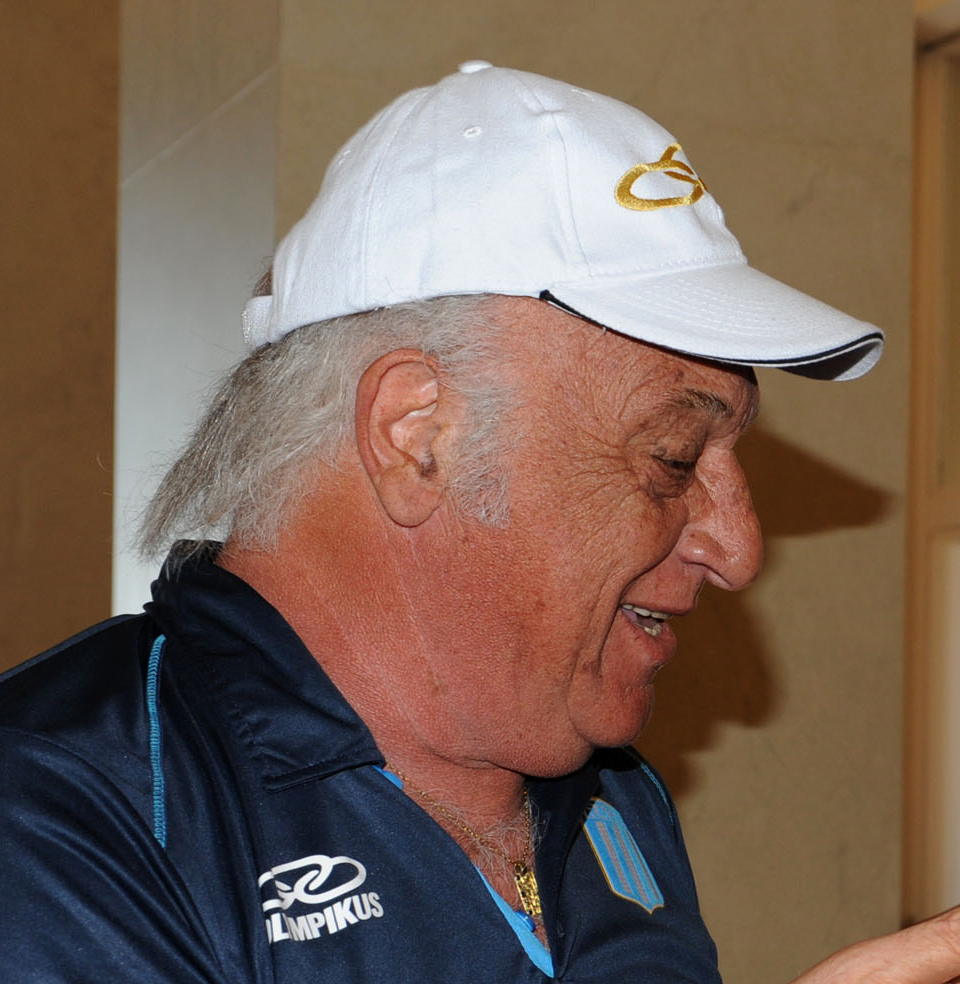
Альфіо Басіле у 2012 році.

Незабаром після кубку Америки у Аргентини почалась п'ятиматчева безвиграшна серія. Після поразки команди в матчі відбіркового турніру чемпіонату світу 2010 року зі збірною Чилі (0:1), де аргентинці вперше в історії програли чилійцям в офіційному матчі, головний тренер Альфіо Басіле пішов у відставку. За словами представника AFA Ернесто Черкіса, Басіле просили залишитися на чолі збірної, однак тренер відмовився переглянути своє рішення. Після 10 турів відбіркового турніру до ЧС-2010 в південноамериканській кваліфікаційної зоні Аргентина займала третє місце з 16 очками. Лідер зони Парагвай набрав 23 очки. Путівки на ЧС-2010 отримають чотири найкращі команди.
Надалі у 2009—2010 тренував «Боку Хуніорс».
Наразі останнім місцем тренерської роботи був клуб «Расинг» (Авельянеда), команду якого Альфіо Басіле очолював як головний тренер до 2012 року.

## Цікаві факти
Альфіо Басіле, тренуючи 1998 року «Сан-Лоренсо», заборонив священику Хорхе Бергольо, майбутньому Папі Римському Франциску, відвідувати роздягальню його улюбленої команди. Тоді, будучи простим священиком, він регулярно заходив в роздягальню команди перед матчами, щоб привітатися зі своїми фаворитами. «Я не хотів, щоб хтось заважав футболістам концентруватися на грі, і попросив президента клубу Фернандо Мієле заборонити йому приходити в роздягальню, — пізніше сказав Альфіо Басіле. — Адже ми не вигравали, так що його візити не мали ніякого сенсу. Президент поговорив зі священиком, і той пішов». Хорхе Бергольо багато років був футбольним уболівальником «Сан-Лоренсо». Священик підтримував команду з Буенос-Айреса з 1946 року.
Пізніше тренер дуже шкодував про інцидент, що стався. Він зазначав, що після того як священик Бергольо став Папою Римським 13 березня 2013 року керівництво клубу нагадало йому про давню заборону.

## Титули і досягнення

### Як гравця
- Чемпіон Аргентини (2):

«Расинг» (Авельянеда): 1966
«Уракан»: 1973 (Метрополітано)
- Володар Кубка Лібертадорес (1):

«Расинг» (Авельянеда): 1967
- Володар Міжконтинентального кубка (1):

«Расинг» (Авельянеда): 1967

### Як тренера
- Чемпіон Аргентини (2):

«Бока Хуніорс»: Апертура 2005, Клаусура 2006
- Переможець Лігільї Уругваю (1):

«Насьйональ»: 1990
- Переможець Рекопи Південної Америки (2):

«Бока Хуніорс»: 2005, 2006
- Володар Суперкубка Лібертадорес (1):

«Расинг» (Авельянеда): 1988
- Володар Південноамериканського кубка (1):

«Бока Хуніорс»: 2005
- Володар Кубка Америки (2):

Аргентина: 1991, 1993
- Срібний призер Кубка Америки (1):

Аргентина: 2007
- Володар Кубка Конфедерацій (1):

Аргентина: 1992
- Володар Кубка Артеміо Франкі (1):

Аргентина: 1993

### Особисті
- Футбольний тренер року в Південній Америці: 1991